# 화령국민학교 사산분교
화령국민학교 사산분교는 대한민국 경상북도 상주시에 있었던 공립 초등학교이다.

## 연혁
- 1949년 10월 15일 : 개교
- 1993년 3월 1일 : 화령국민학교 사산분교로 개편
- 1994년 2월 28일 : 폐교

## 폐교 이후
폐교 이후, 학교 건물은 1974년 1월 22일, 아버지와 함께 설날 차례를 지내기 위해 충청북도 옥천군에 있는 친척집에 가는 도중에 폭설 속에 쓰러진 아버지를 구하다가 아버지와 함께 사망한 당시 이 학교 2학년에 재학중이던 정재수 군의 효행을 기리기 위한 기념관이 들어서 있다.